# Johann Tschürtz

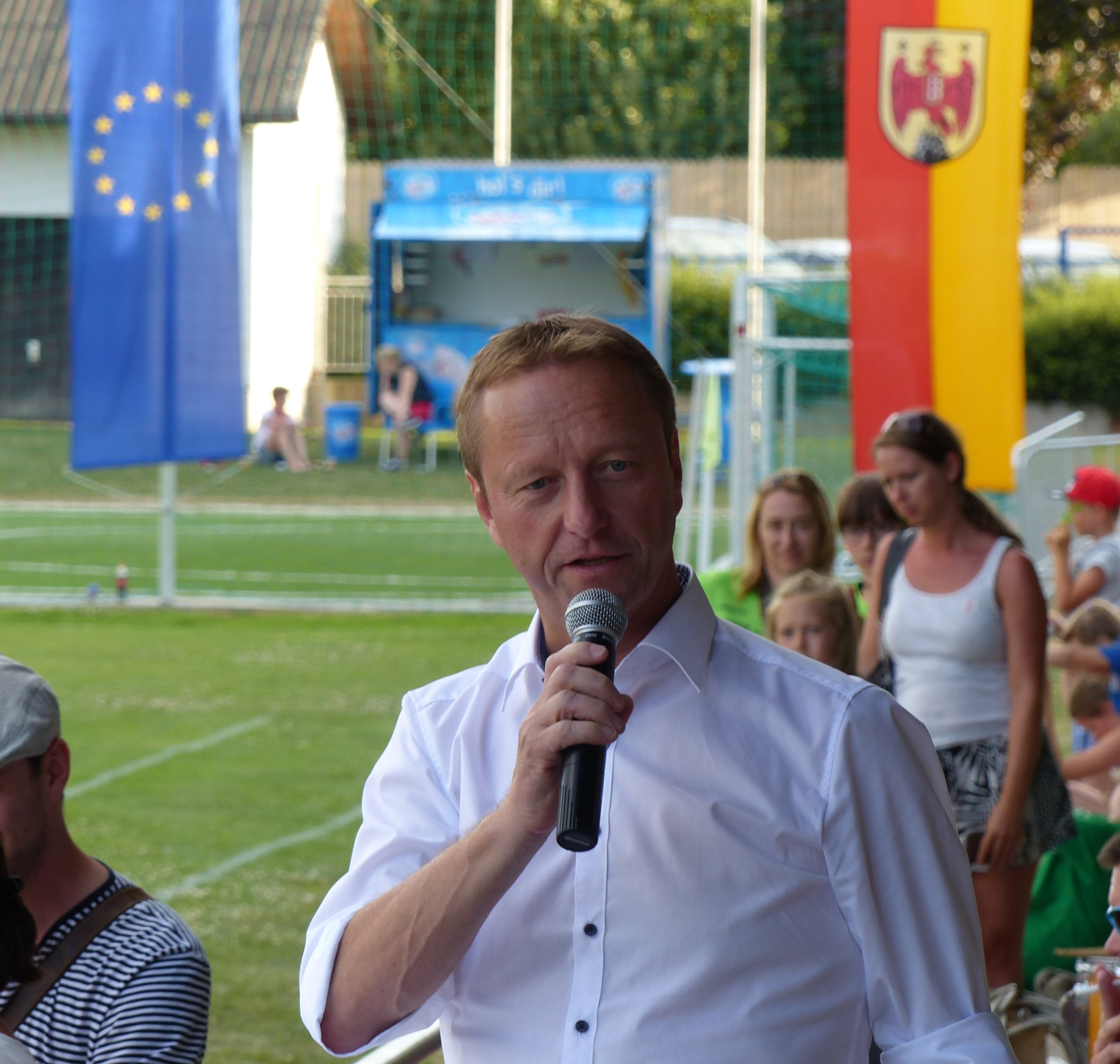
Johann Tschürtz bei einer Ansprache in Großpetersdorf 2016

Johann Tschürtz (* 12. Dezember 1959 in Eisenstadt) ist ein österreichischer Politiker (FPÖ) und ehemaliger Polizist. Tschürtz war von 1997 bis 2015 Abgeordneter zum Burgenländischen Landtag und dort bis 2015 Klubobmann. Ab 2005 war er Landesparteiobmann der FPÖ Burgenland und ab Juli 2015 Landeshauptmann-Stellvertreter des Burgenlandes. Seit dem 17. Februar 2020 ist er wieder Abgeordneter zum Burgenländischen Landtag, wo er am 6. Februar 2025 Zweiter Landtagspräsident wurde.

## Leben
Johann Tschürtz besuchte zunächst die Volks- und Hauptschule und absolvierte nach einer Schlosserlehre die Polizeischule in Wien. Ab 1981 war Tschürtz ebendort als Exekutivbeamter tätig. Während seiner Zeit als Bundesheersoldat war Tschürtz im Rahmen eines UNO-Einsatzes auch auf den Golanhöhen (UNDOF Ausbatt) stationiert.
Politisch engagierte sich Tschürtz im Burgenland, wo er in seiner Heimatgemeinde Loipersbach im Burgenland 1992 eine FPÖ-Ortsgruppe gründete. Er wurde noch im selben Jahr zum Bezirksparteiobmann des Bezirkes Mattersburg gewählt und leistete in der Folge auch im Bezirk Aufbauarbeit. Nachdem Tschürtz im Juli 1996 Landesgeschäftsführer der FPÖ Burgenland geworden war, zog er am 6. November 1997 in den Landtag ein. Nach dem Absturz der FPÖ bei der Landtagswahl 2000 profitierte Tschürtz vom Rückzug von Wolfgang Rauter aus dem Landtag und erhielt dessen Landtagsmandat. Nachdem Tschürtz im Mai 2002 zum Obmannstellvertreter der burgenländischen Freiheitlichen gewählt worden war, übernahm er nach dem Rückzug von Stefan Salzl von der Parteispitze die Funktion des geschäftsführenden Obmanns. Am 16. Jänner 2005 wurde er bei einem Landesparteitag in Eisenstadt mit 91,9 Prozent zum FPÖ-Landesobmann gewählt und ging als Spitzenkandidat in die Landtagswahl 2005.
Bei der Landtagswahl brach der Stimmanteil der FPÖ nach der Abspaltung des BZÖ ein. Nach 12,6 Prozent im Jahr 2000 erreichte die FPÖ nur noch 5,8 Prozent, schaffte jedoch den Einzug in den Landtag mit zwei Mandaten, wobei Tschürtz eines davon erhielt und am 5. Oktober 2005 auch zum Klubobmann gewählt wurde. Tschürtz war in der XIX. Gesetzgebungsperiode Obmann des Landeskontrollausschusses und Obmann des Immunitäts- und Unvereinbarkeitsausschusses sowie FPÖ-Bereichssprecher für die Themen Familie, Wohnbau und Sicherheit.

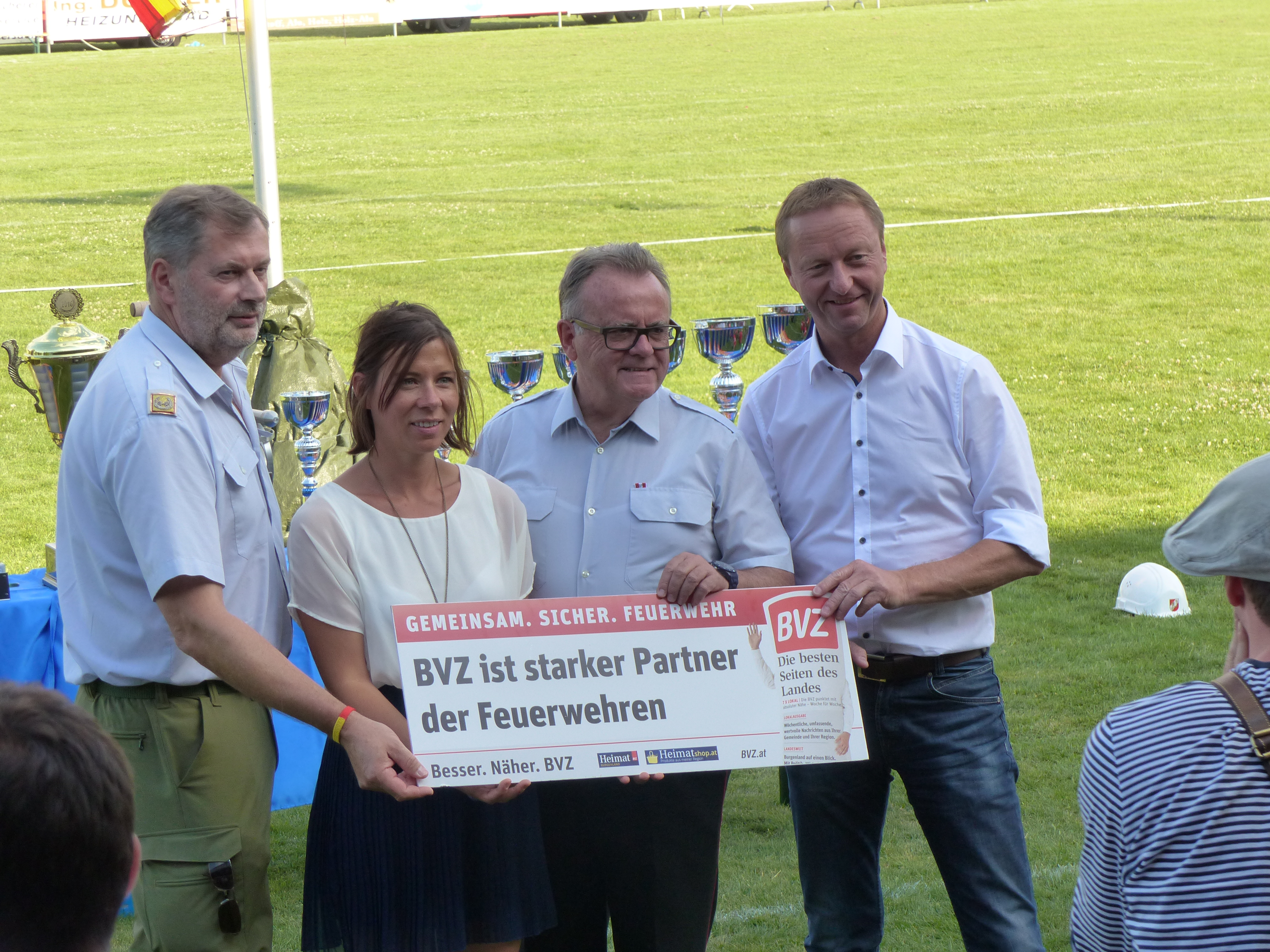
Johann Tschürtz mit seinem Koalitionspartner Hans Niessl in Großpetersdorf 2016

Im August 2006 wurde Tschürtz mit 84 Prozent als Obmann wiedergewählt. Nach dem Parteiausschluss von Manfred Kölly aus der FPÖ aufgrund der Veröffentlichung eines geheimen FPÖ/SPÖ-Papiers übte auch der ehemalige Landesparteiobmann Wolfgang Rauter Kritik am amtierenden FPÖ-Chef Tschürtz und kündigte eine Kandidatur um den Posten des Landesparteiobmanns an. Letztlich zog Rauter bei einem am 7. März 2007 einberufenen Sonderparteitag überraschend seine Kandidatur zurück. Tschürtz wurde in der Folge mit 65 von 68 Stimmen bestätigt, allerdings hatten zahlreiche der 96 wahlberechtigten Delegierten nach der Rede Rauters den Saal verlassen. In der Folge gründete Rauter im Frühjahr 2007 mit Manfred Kölly die Plattform „Freie Bürgerliste“ (FBL). Durch den Wechsel von zahlreichen FPÖ-Funktionären zu Freien Bürgerliste büßte die FPÖ bei der Gemeinderatswahl 2007 40 Prozent ihrer Stimmen ein.
Bei der Landtagswahl im Burgenland 2015 am 31. Mai 2015 erreichte die FPÖ mit Spitzenkandidat Johann Tschürtz 15,04 Prozent der Stimmen (sechs von 36 Sitzen) und damit das beste Ergebnis der FPÖ im Burgenland seit ihrer Gründung. Seine Partei ging mit der SPÖ eine Koalition ein, und Tschürtz wurde am 9. Juli 2015 zum Landeshauptmann-Stellvertreter gewählt. Im Zuge seiner Amtszeit unterstützte er die Einführung einer berittenen Polizei und die Initiative Rettet die Vereinsfeste. Als sein Prestigeprojekt gelten die „Sicherheitspartner“, über dieses Projekt sollen auch Langzeitarbeitslose in den Arbeitsmarkt integriert werden. Im Landtag folgte ihm 2015 Gerhard Kovasits als Klubobmann nach.
Nach der Landtagswahl im Burgenland 2020 erklärte er seinen Rücktritt als FPÖ-Landesparteiobmann. In dieser Funktion wurde zunächst Alexander Petschnig als sein Nachfolger designiert. Tschürtz blieb als Abgeordneter im Burgenländischen Landtag und folgte dort Géza Molnár als Klubobmann nach. Als Landeshauptmannstellvertreterin in der Landesregierung Doskozil II folgte ihm Astrid Eisenkopf nach. Am 7. März 2020 wurde Norbert Hofer  mit 100 von 132 gültigen Stimmen zum Landesparteiobmann der FPÖ Burgenland gewählt. Gegenkandidat Manfred Haidinger erhielt 32 Stimmen.
Im Oktober 2021 wurde seine Kandidatur als Mattersburger Bürgermeister bei der Gemeinderatswahl 2022 mit der Liste Johann Tschürtz – Vorwärts Mattersburg bekannt. Bei der Bürgermeisterwahl 2022 erhielt er 15,56 Prozent der Stimmen, Amtsinhaberin blieb Claudia Schlager (SPÖ) mit 61,03 Prozent. 2023 gab er sein Mandat im Mattersburger Gemeinderat ab, seine Agenden übergab er an FPÖ-Stadtparteiobmann Peter Pregl. 2023 beging Tschürtz ein Vergehen gegen das Datenschutzgesetz, indem er die Namen von 21 Kindern einer Wiener Neustädter Volksschulklasse während einer politischen Rede vorlas.
Nach der Landtagswahl 2025 wurde er zu Beginn der XXIII. Gesetzgebungsperiode am 6. Februar 2025 zum Zweiten Landtagspräsidenten gewählt.